# 메이틀랜드 워드
메이틀랜드 워드(Maitland Ward, 1977년 2월 3일 ~ )는 미국의 배우이다.

## 출연 작품
- 아웃 오브 프랙티스 (2005)
- 라이온 킹 1과 1/2 (2004)
- 화이트 칙스 (2004)
- 디시 독스 (2000)
- 볼드 어페어 (1998)
- 킬링 미스터 그리핀 (1997)
- 보이 미츠 월드 (1993)
- 비앤비 (1987)